# دومینیک کومبلا
دُمی کومبلا (به انگلیسی: Domi Kumbela) بازیکن فوتبال اهل کنگو است که متولد ۲۰ آوریل ۱۹۸۴ در کینشاسا است. وی برای اینتراخت برانشویگ در پست مهاجم بازی می‌کند و با نام مستعار دومینیک هم شناخته می‌شود.